# Demokratiska partiet (Japan)

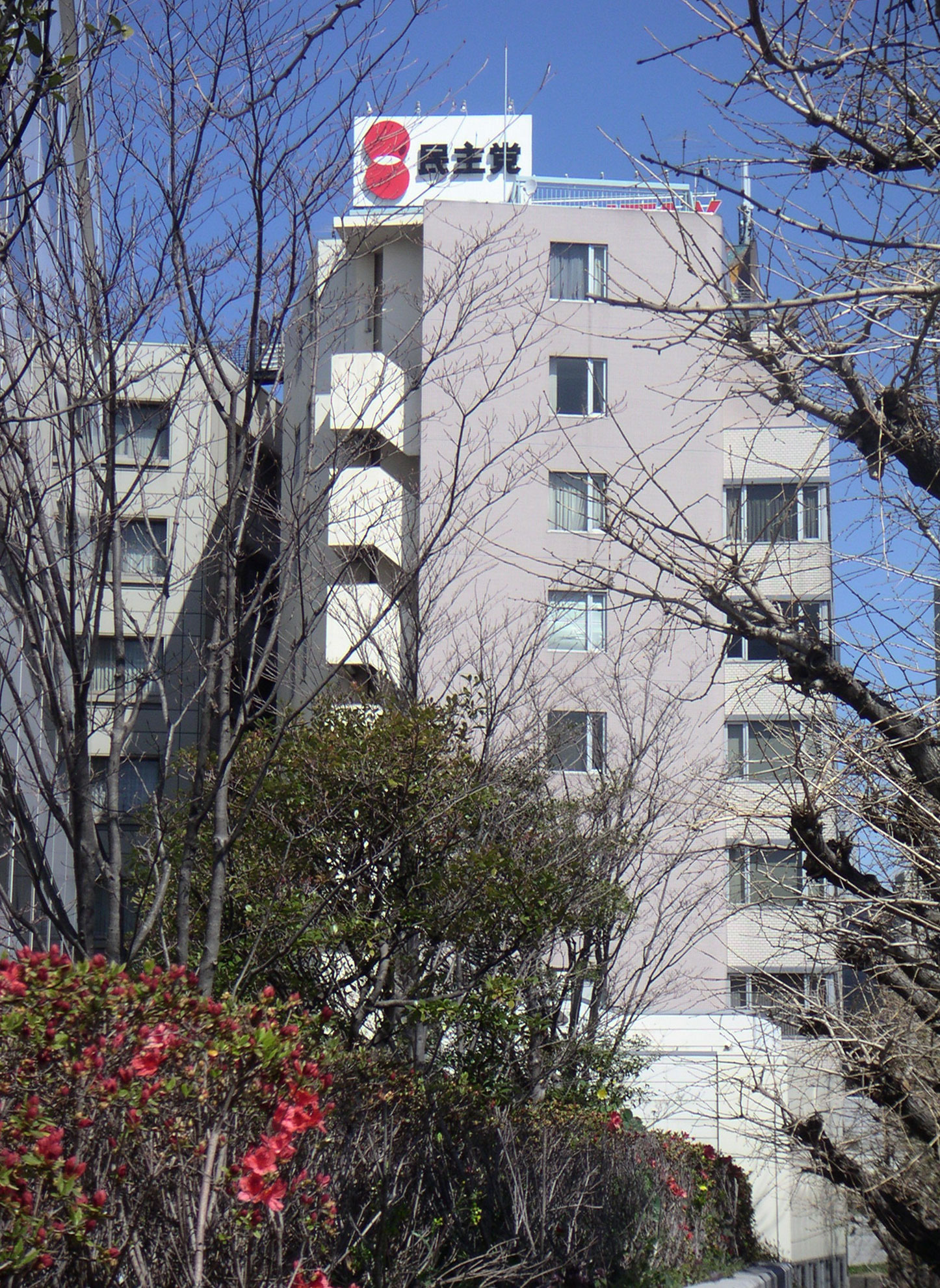
Japans demokratiska partis huvudkontor.

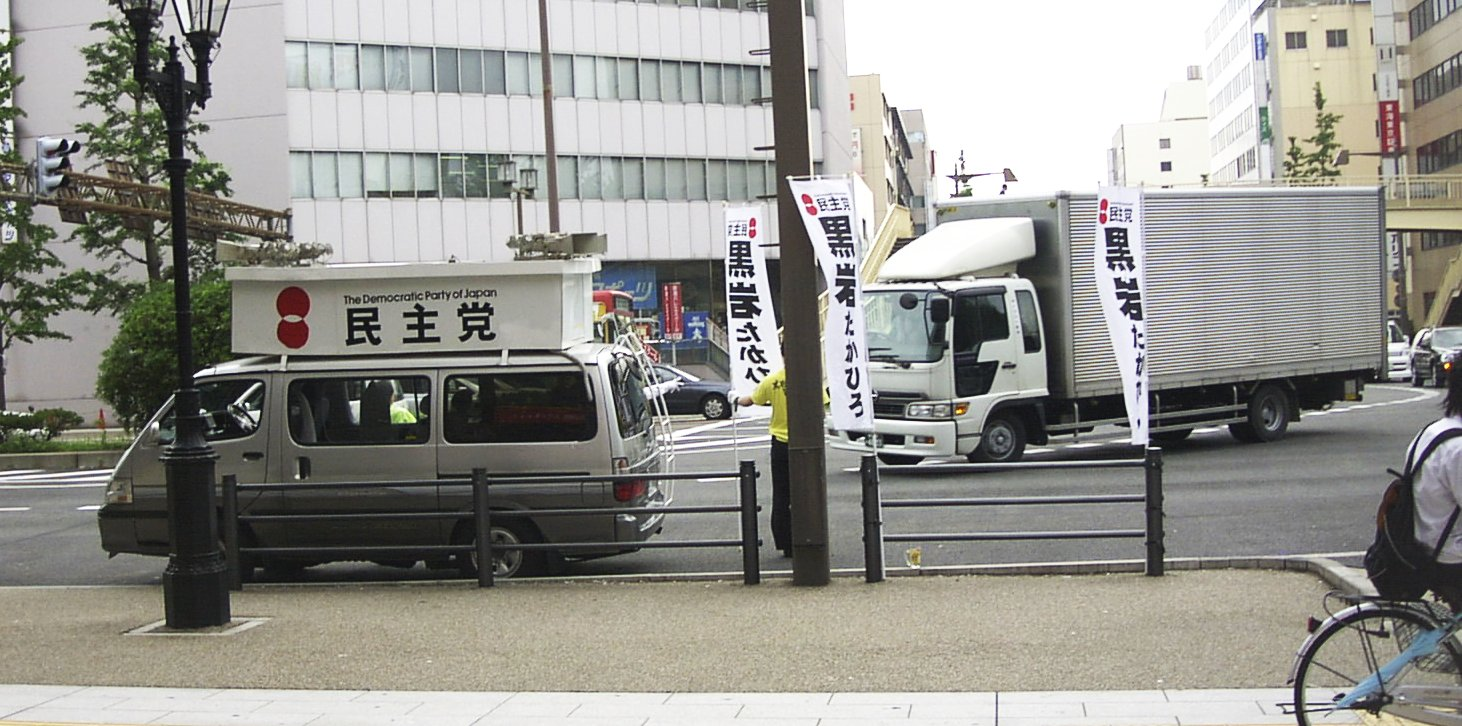
Kampanjbil för Demokratiska partiet i Niigata.

Demokratiska partiet (japanska: 民主党?, Minshutō) var ett japanskt parti mellan 1998 och 2016, som definierade sin politiska inriktning som socialliberal. Inom partiet fanns dock falanger som definierade sig som allt från socialdemokratiska till liberala.
Partiet grundades 1998 genom en sammanslagning av flera mindre partier som stod i opposition till Liberaldemokratiska partiet: Minseito, Shinto Yuai, Demokratiska reformpartiet och Japans demokratiska parti. 2003 införlivades även Japans liberala parti i partiet. Under början av 2000-talet växte partiet fram som det största oppositionspartiet inom landet och fortsätter vara det trots en tillbakagång i samband med parlamentsvalen hösten 2005. I valet som hölls den 30 augusti 2009 vann partiet stort och besegrade därmed Liberaldemokraterna som styrt Japan nästan oavbrutet sedan mitten av 1950-talet.
I mars 2016 bildades det nya partiet Minshinto genom en sammanslagning av Demokratiska partiet och Ishin-no-tō.